# Sint-Hyacinthuskapel

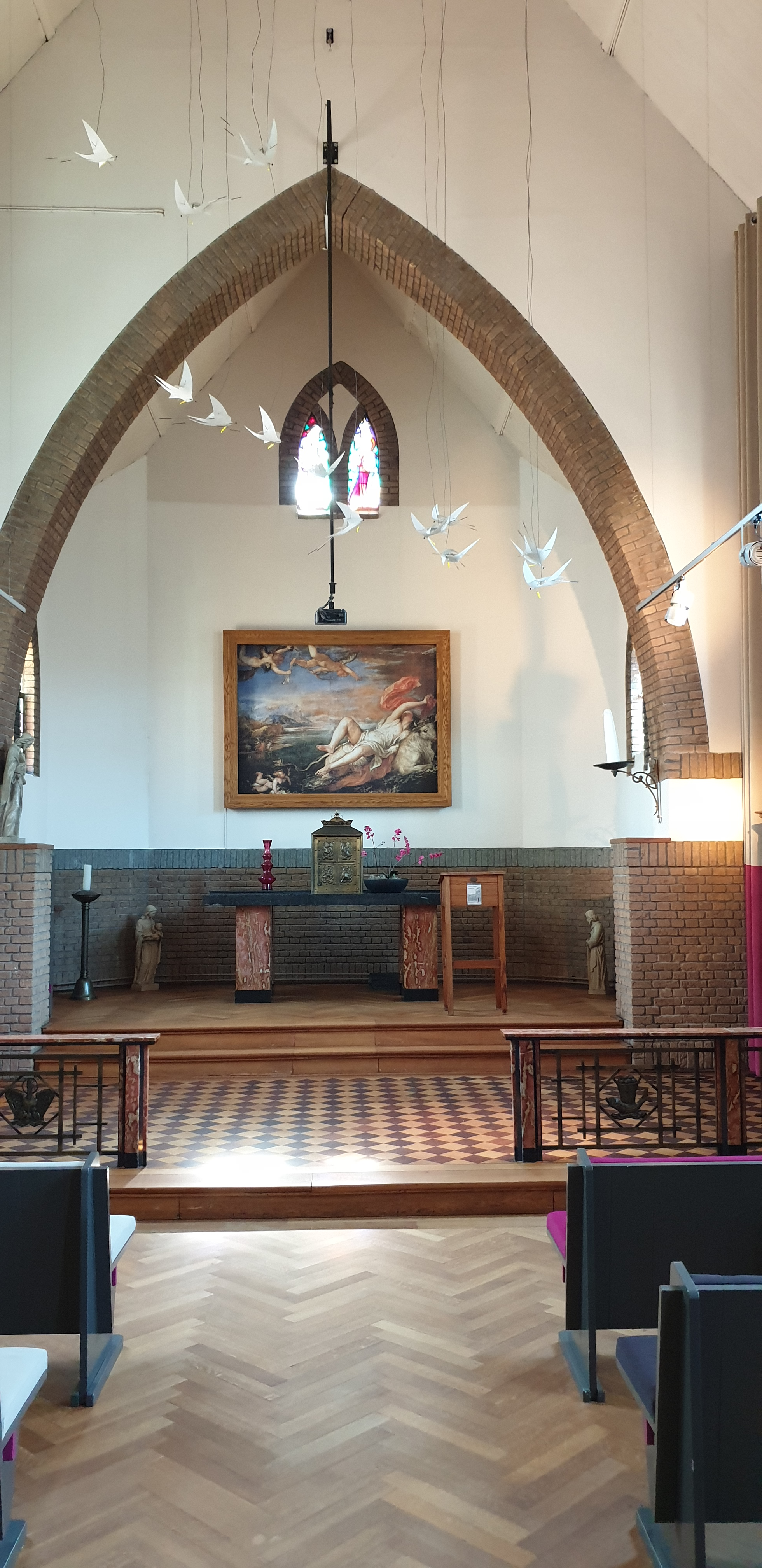
Interieur kapel

De Sint-Hyacinthuskapel is een voormalige rooms-katholieke kapel in Tiel in de Nederlandse provincie Gelderland. Hij is genoemd naar de heilige Hyacinthus van Polen.

## Geschiedenis
De kapel ligt aan de Dominicushof 18a te Tiel en achter de Sint-Dominicuskerk. Het gebied waar de kapel staat, heet het St. Walburgkwartier of Dominicuskwartier. De kapel werd in 1929 gebouwd als onderdeel van het rooms-katholieke Andreasziekenhuis en het Sint-Hyacinthusklooster, waar de zusters dominicanessen woonden. Hij werd in 1929 ingewijd door pastoor Orie en toegewijd aan het Heilig Hart van Jezus. Het klooster werd nog tot 2001 door enkele zusters bewoond.
Zowel het Andreasziekenhuis als het Sint-Hyacinthusklooster zijn opgeheven. Woningcorporatie Thius is eigenaar van het complex en wil de kapel behouden als cultureel erfgoed voor Tiel en haar inwoners. Na de restauratie in 2009 is de kapel aan de eredienst onttrokken. De ruimte kan worden gehuurd voor passende maatschappelijke en sociaal-culturele activiteiten, zoals trouwceremonies, recepties, voorstellingen, exposities, oefenruimte voor koren en dergelijke.

## De naam
Hyacinthus van Polen was een van de eerste dominicanen. In 1594 is hij heilig verklaard. Hij is de patroonheilige van Polen.
Tiel was lang een dominicanenstatie.

## Interieur
KruiswegstatiesLangs de wanden bevinden zich beeldjes van de kruisweg, zogenaamde kruiswegstaties.
Gebrandschilderde ramenDe twee gebrandschilderde ramen zijn in 1940 gemaakt door de Tielse kunstenaar Johan Ponsioen. Op de twee raampjes is de boodschap van de engel Gabriël aan de Heilige Maagd Maria afgebeeld.
Het altaarhekHet altaarhek toont vier symbolen uit het christelijke geloof, het Agnus Dei (Lam Gods), de vermenigvuldiging van de broden, de pelikaan die haar jongen voedt met eigen bloed (offerdood Christus) en de Heilige Geest als nooit opdrogende bron.
TabernakelOp het altaar bevindt zich een gesloten tabernakel met afbeeldingen van Sint Mattheus (engel), Sint Joannes (adelaar), Sint Lucas (rund) en Sint Marcos (leeuw). Het tabernakel is niet meer in gebruik.
BeeldenEr bevindt zich ook een drietal beelden, van Jezus, Maria en Jozef.
Glas-in-loodraamTer ere van het negentigjarig bestaan van de SCW, de voorganger van Thius, in 2009 is er een glas-in-loodraam geplaatst.
ReproductieBoven het altaar hangt een reproductie van een schilderij van Peter Paul Rubens, De ontvoering van Europa.

## Galerij

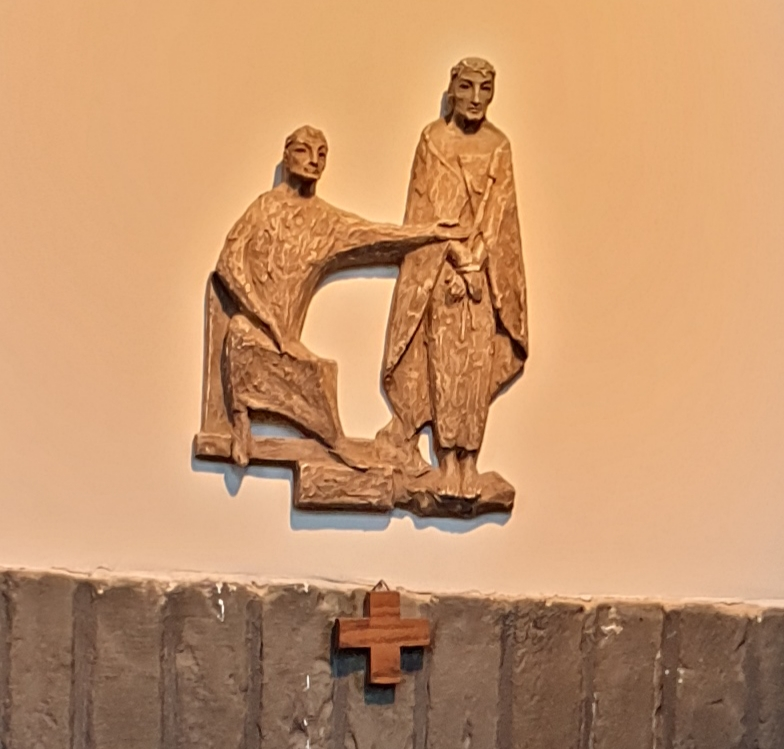
Kruiswegstatie 1 Jezus wordt ter dood veroordeeld
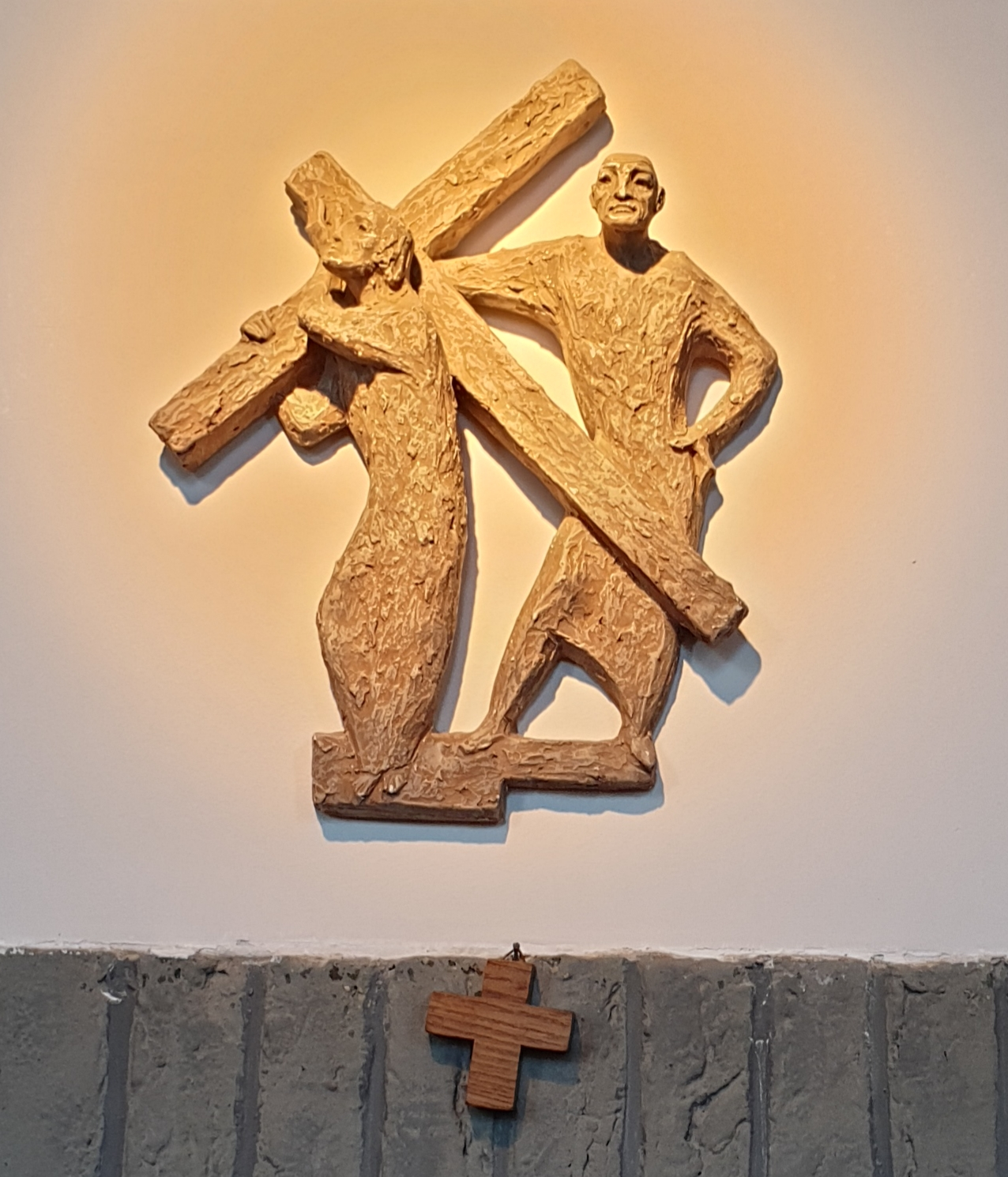
Kruiswegstatie 2 Jezus neemt het kruis op Zijn schouders
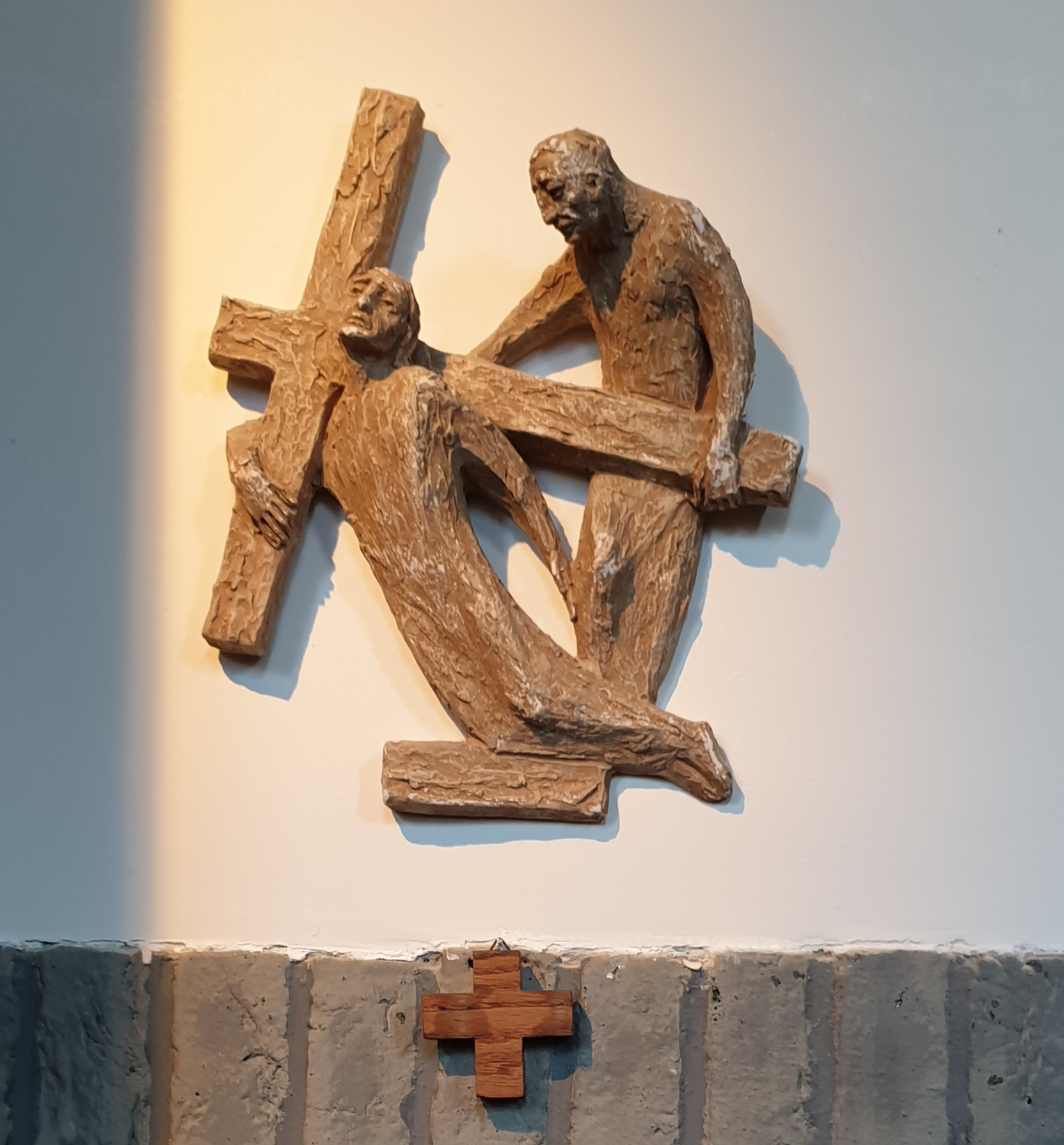
Kruiswegstatie 3 Jezus valt voor de eerste maal onder het kruis
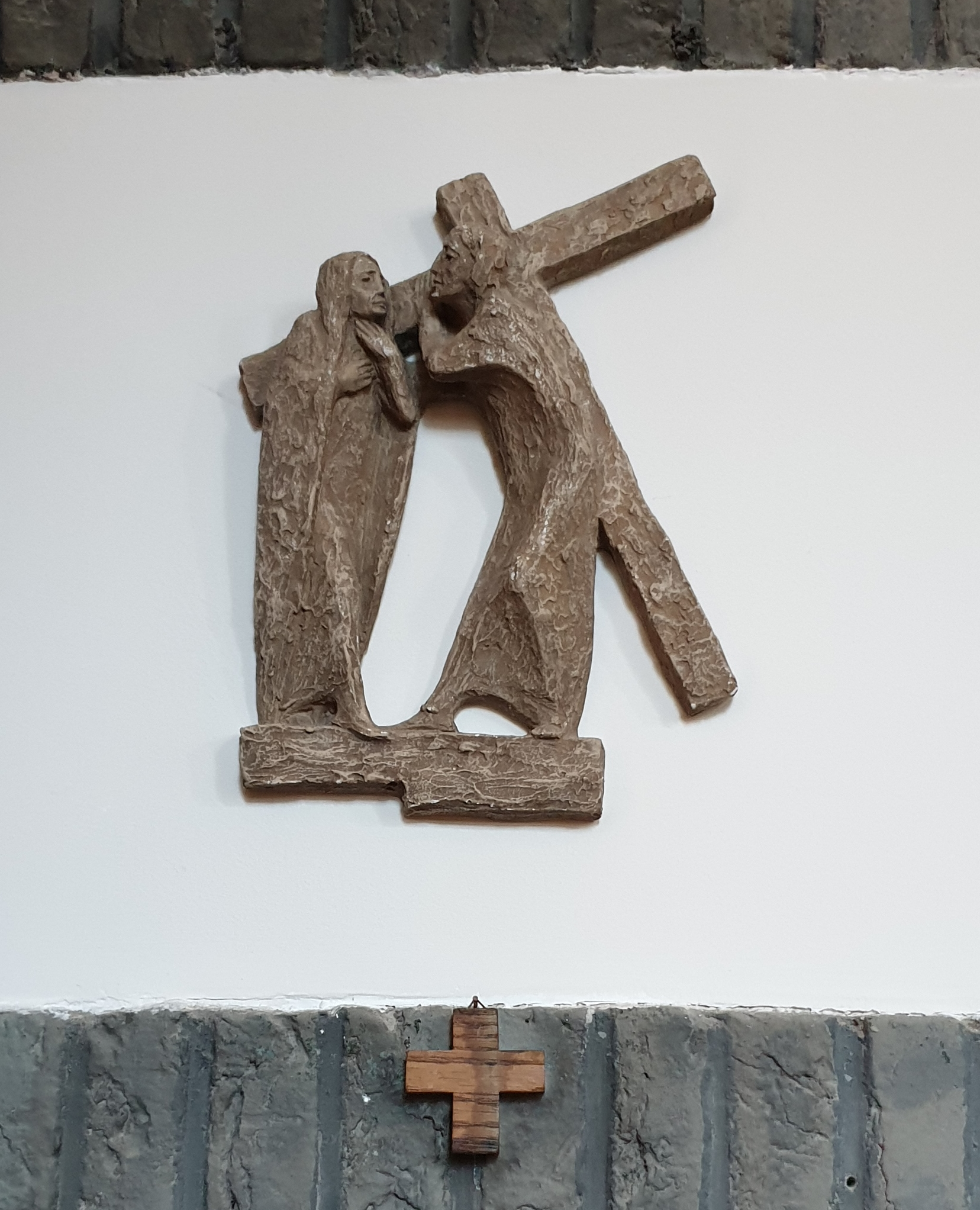
Kruiswegstatie 4 Jezus ontmoet zijn Heilige Moeder
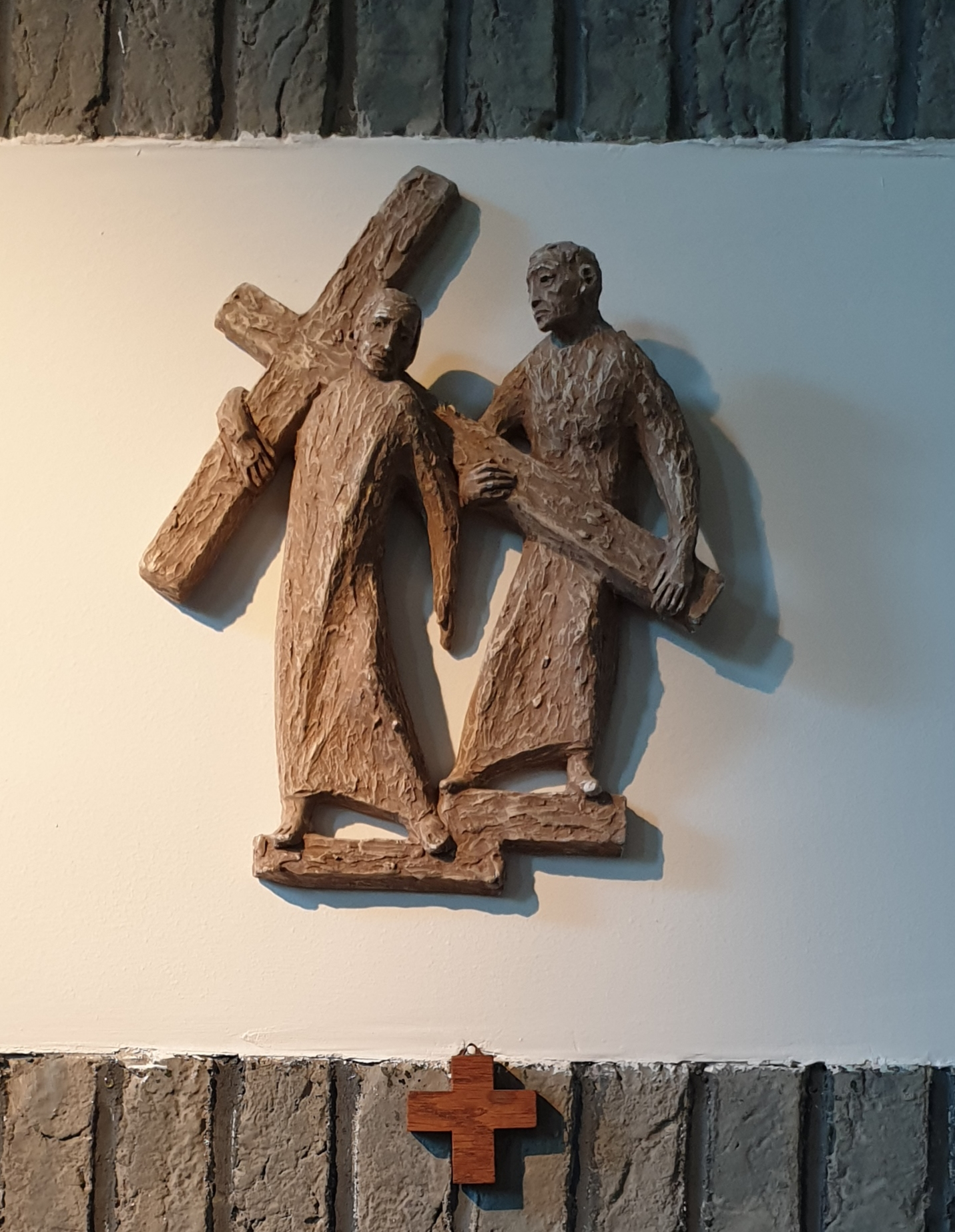
Kruiswegstatie 5 Simon van Cyrene helpt Jezus het kruis te dragen
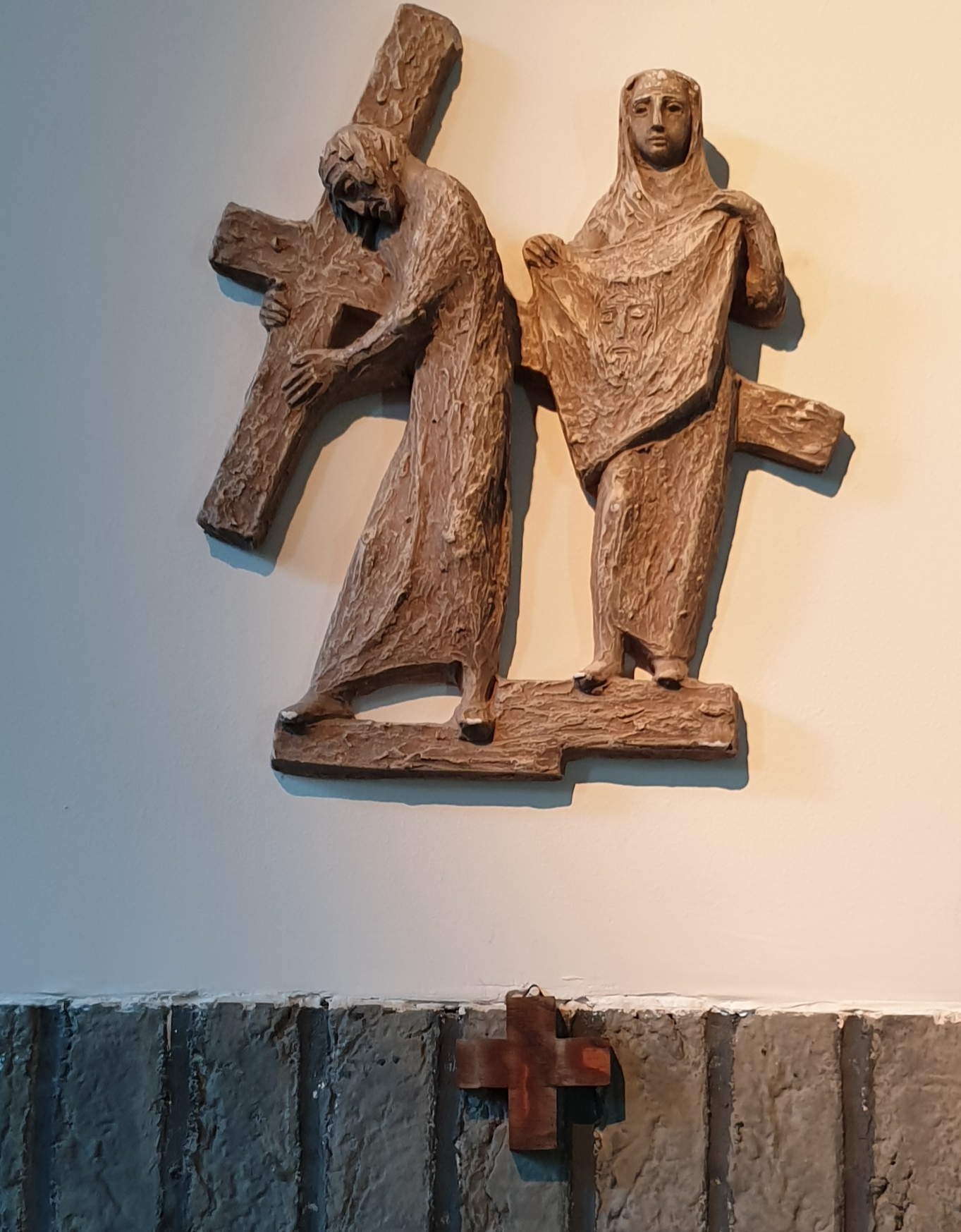
Kruiswegstatie 6 Veronica droogt het aangezicht van Jezus af
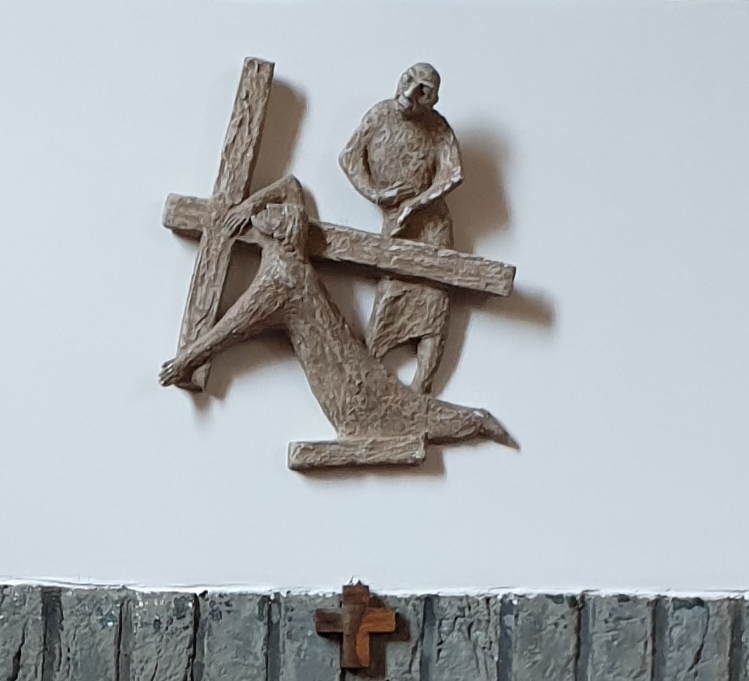
Kruiswegstatie 7 Jezus valt voor de tweede maal
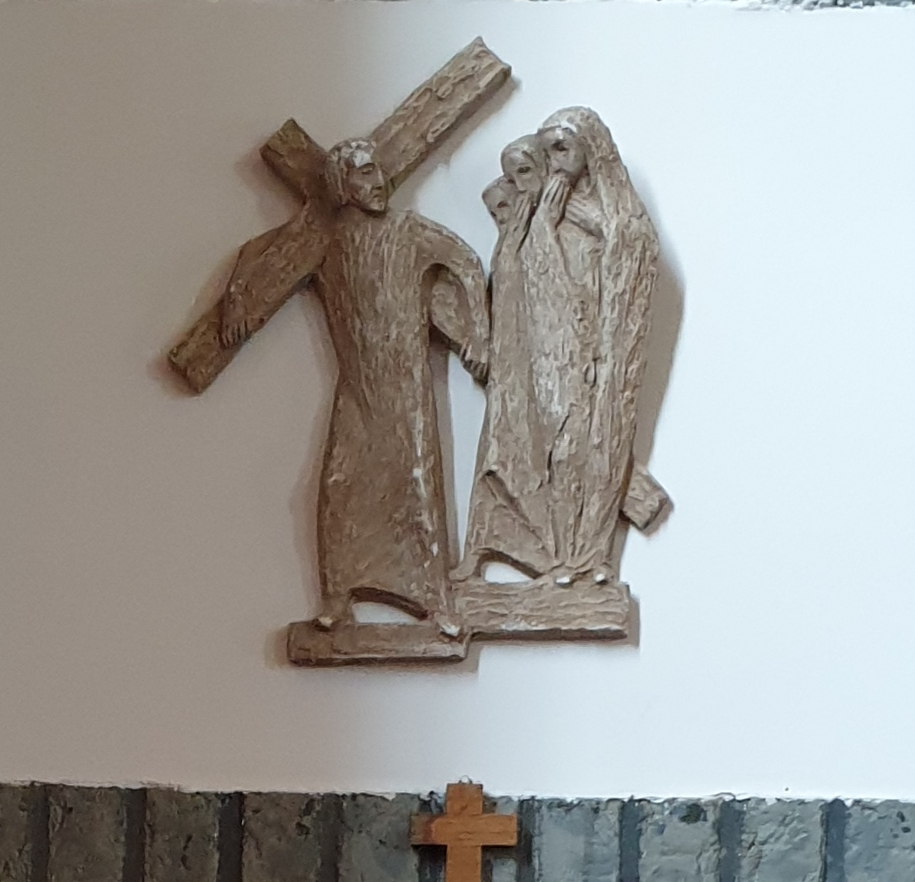
Kruiswegstatie 8 Jezus troost de wenende vrouwen
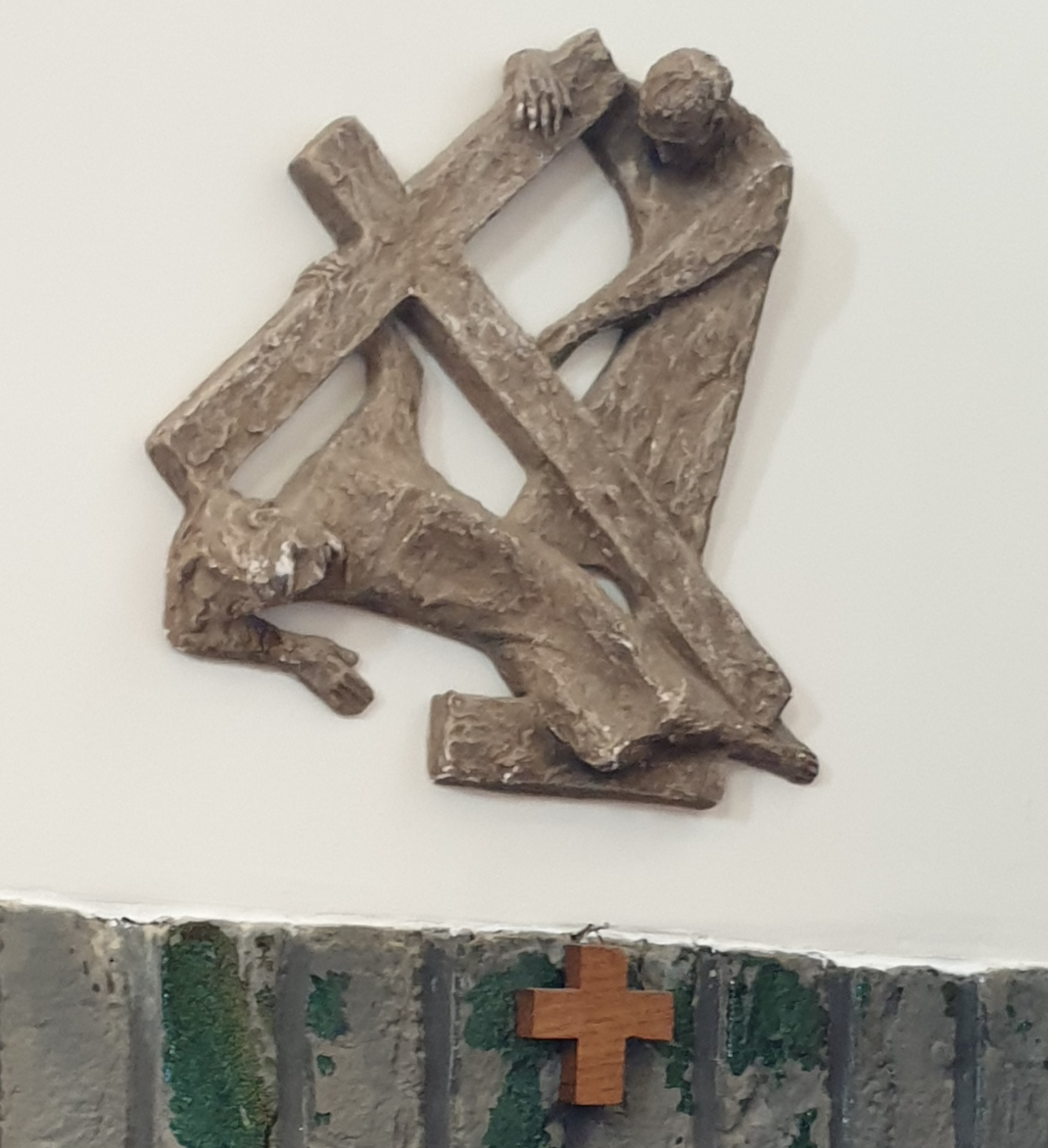
Kruiswegstatie 9 Jezus valt voor de derde maal
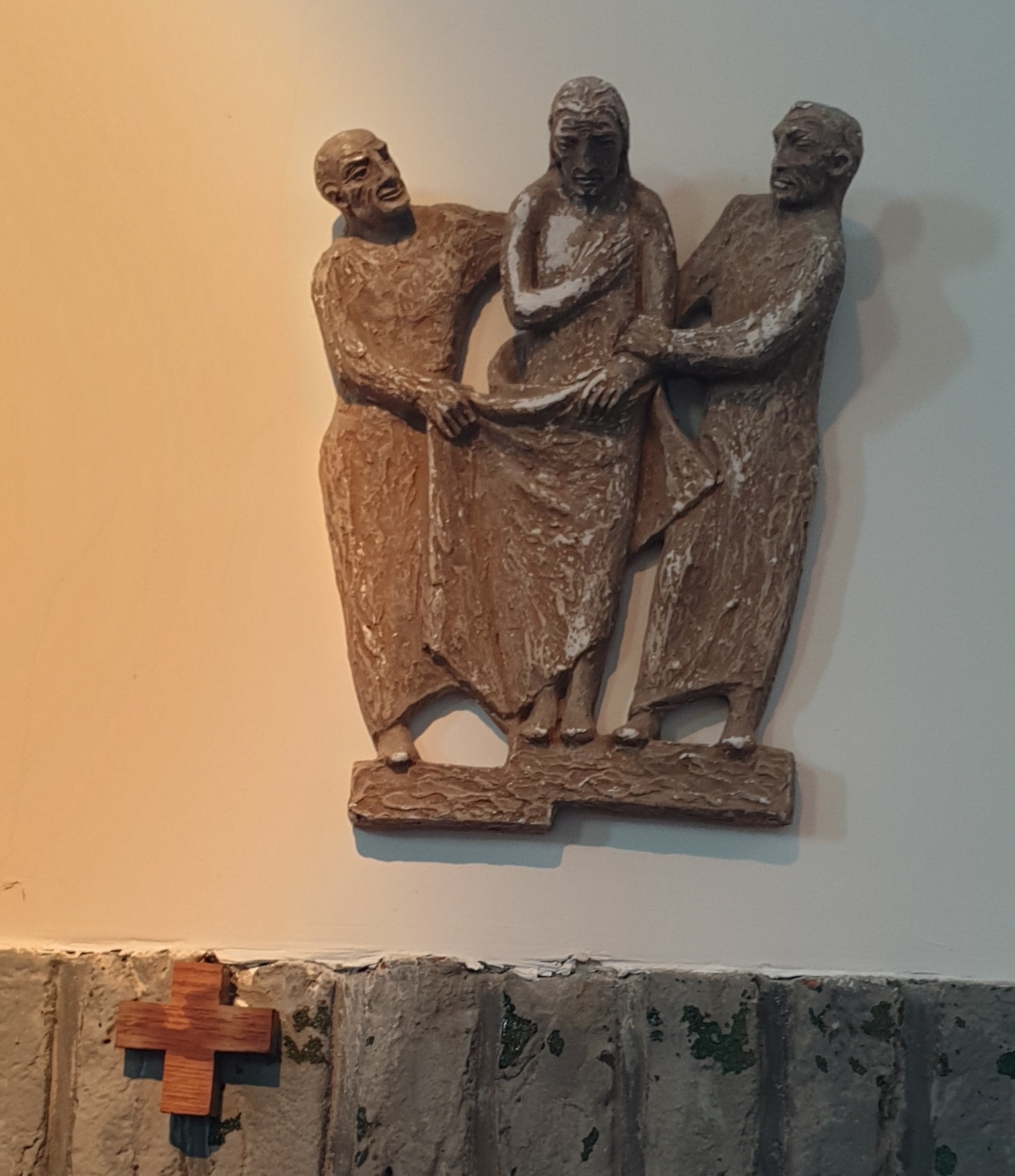
Kruiswegstatie 10 Jezus wordt van zijn kleding beroofd
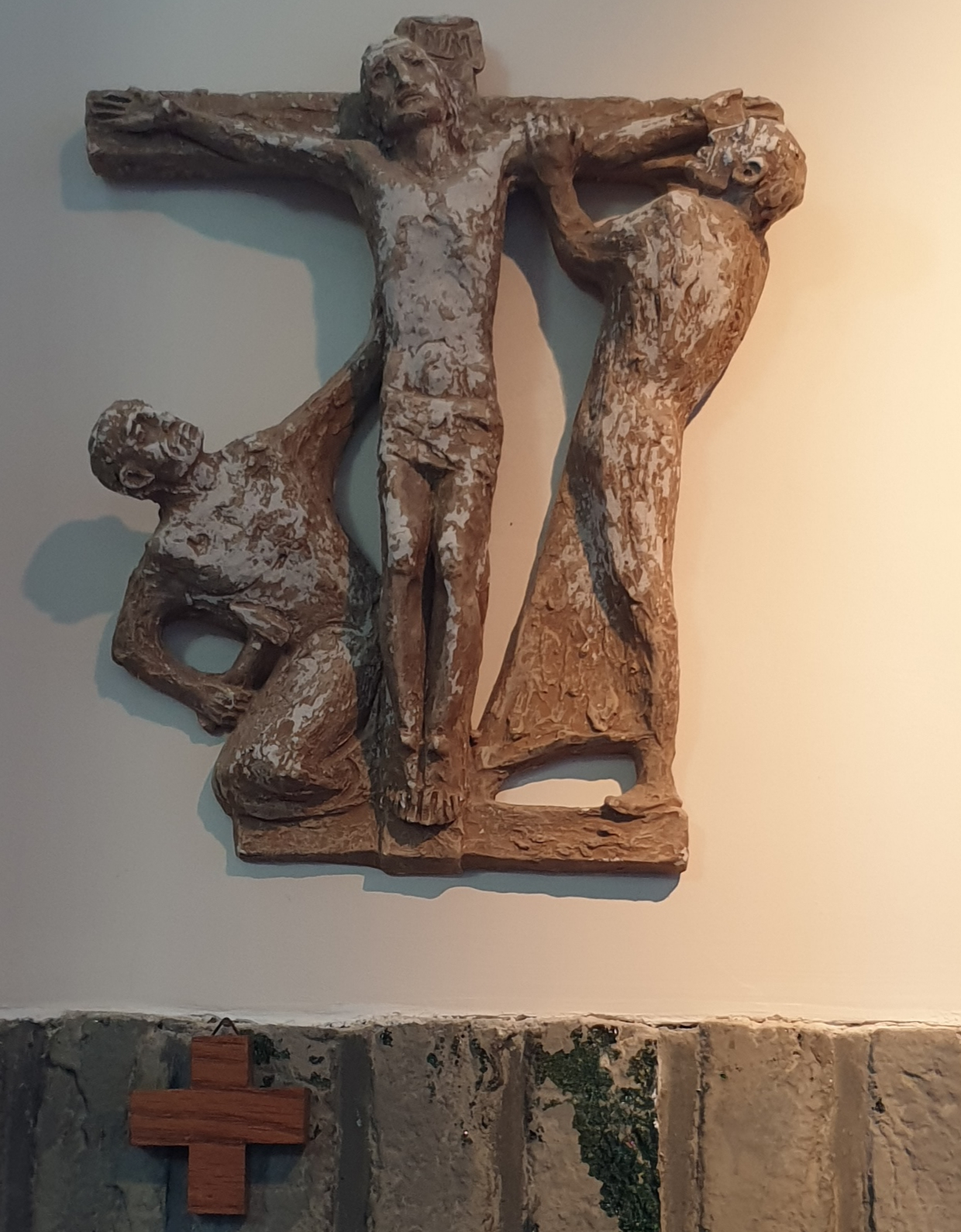
Kruiswegstatie 11 Jezus wordt aan het kruis genageld
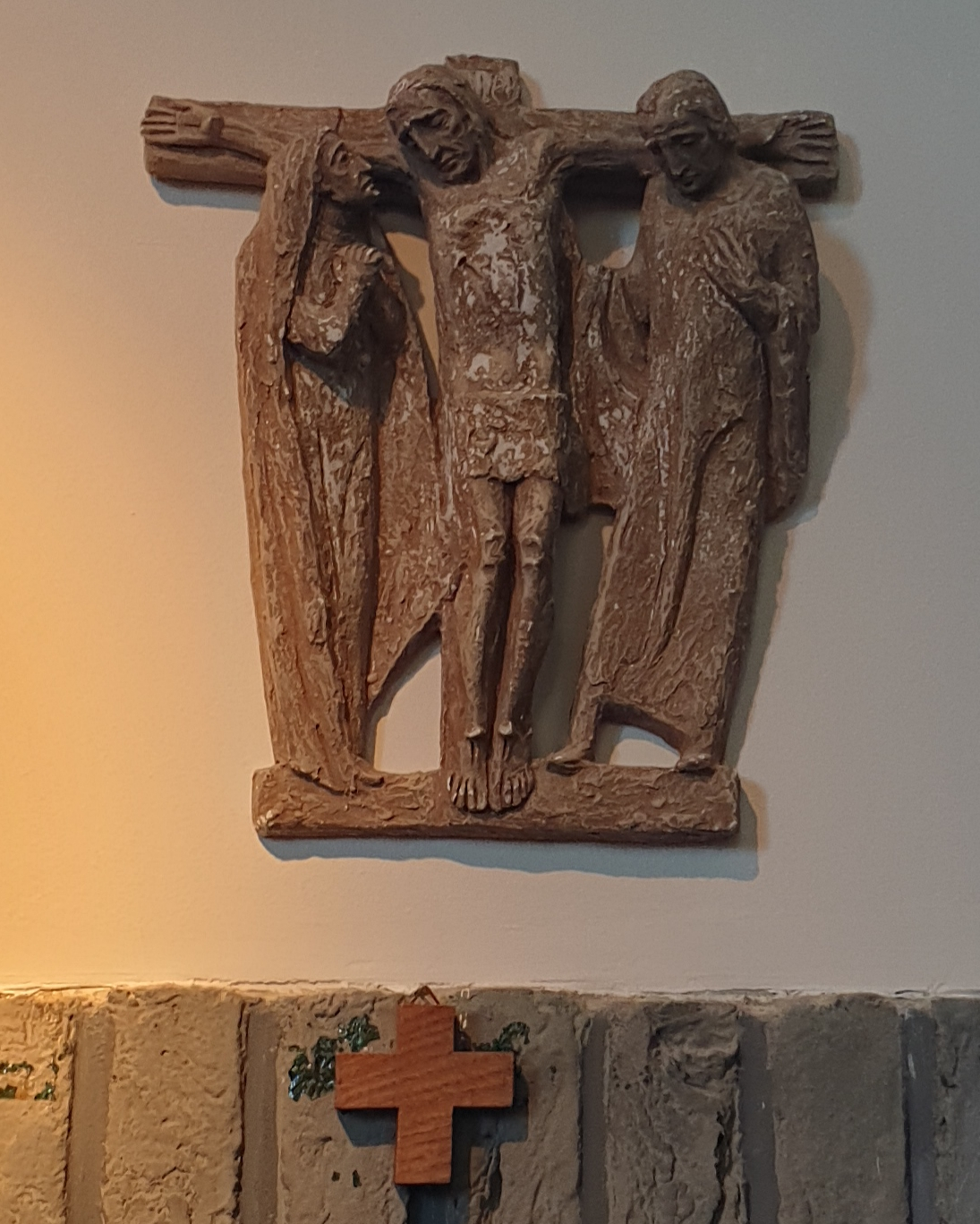
Kruiswegstatie 12 Jezus sterft aan het kruis
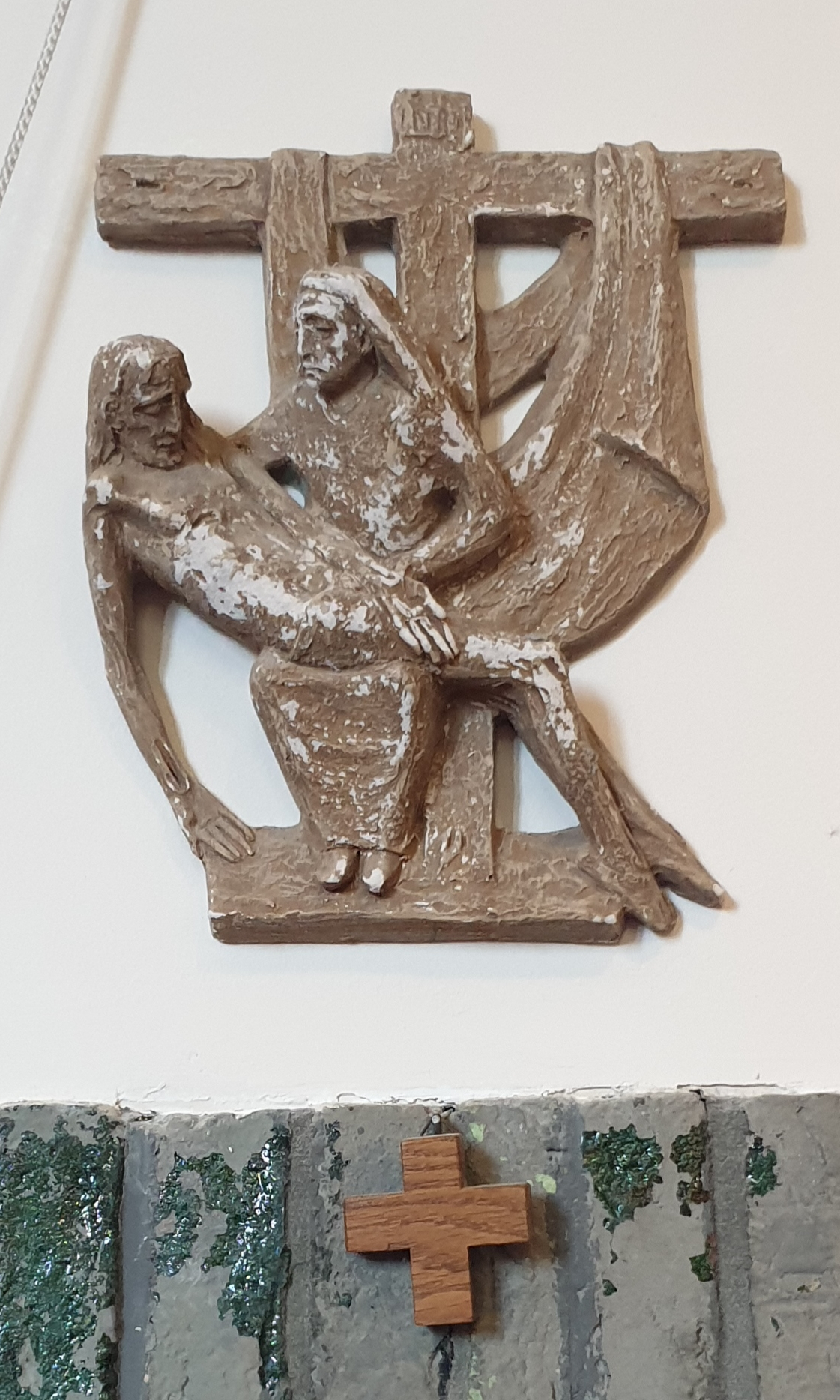
Kruiswegstatie 13 Jezus wordt van het kruis genomen
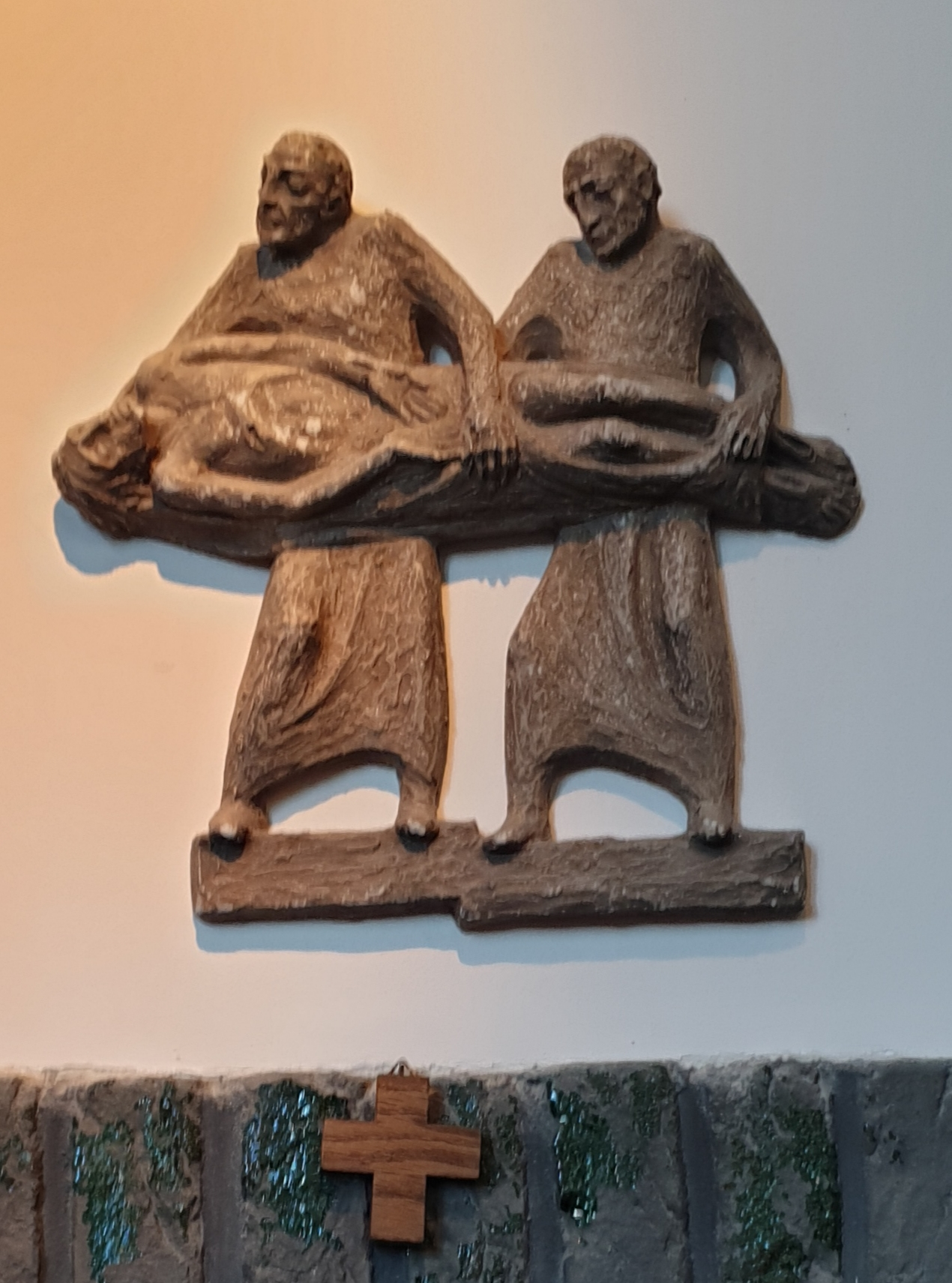
Kruiswegstatie 14 Jezus wordt in het graf gelegd
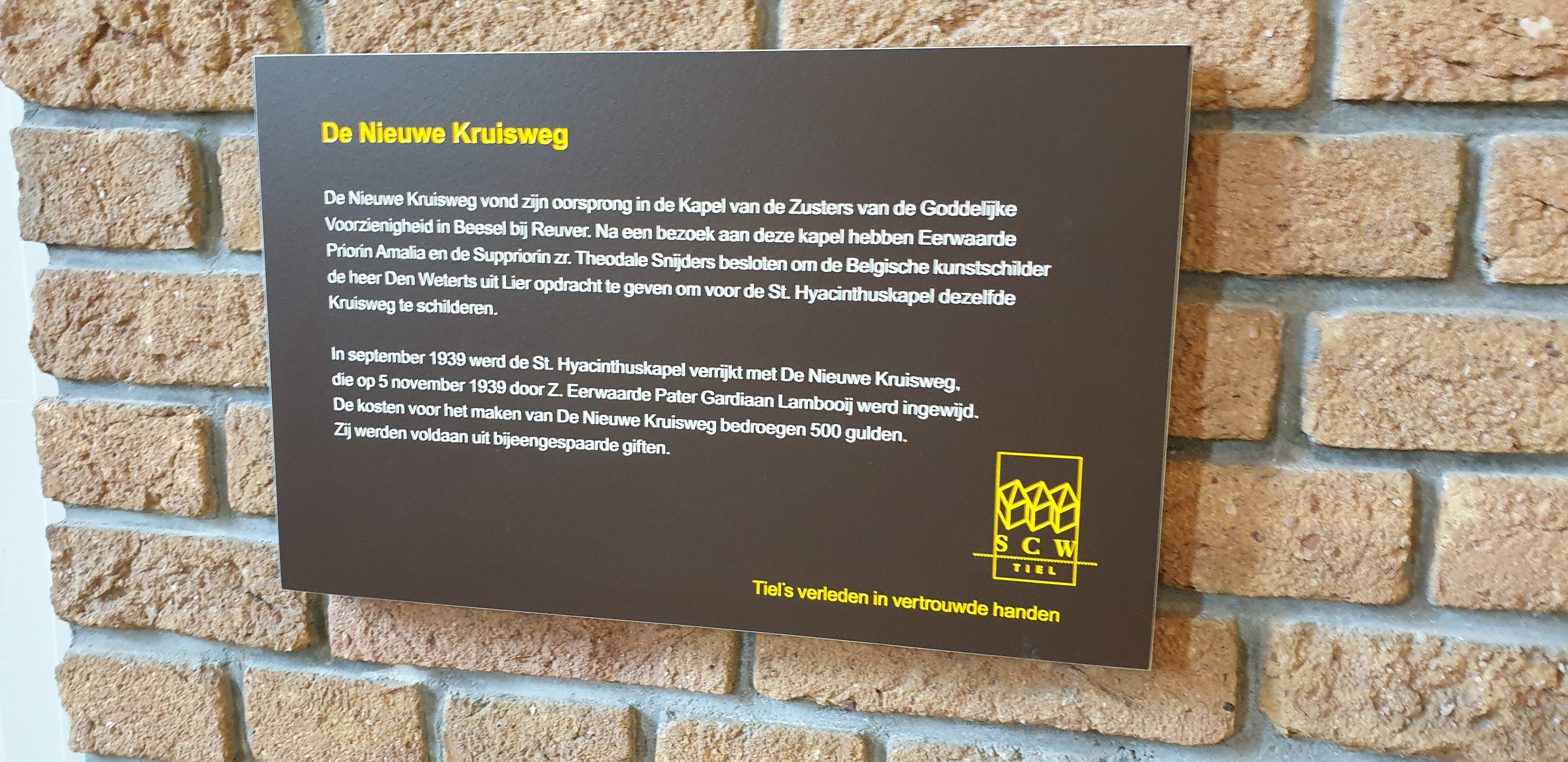
Informatiebord over de kruiswegstaties
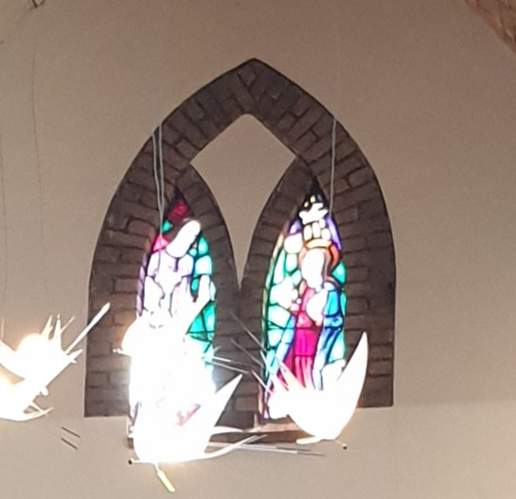
Gebrandschilderde ramen met de boodschap van de engel Gabriël aan de Heilige Maagd Maria
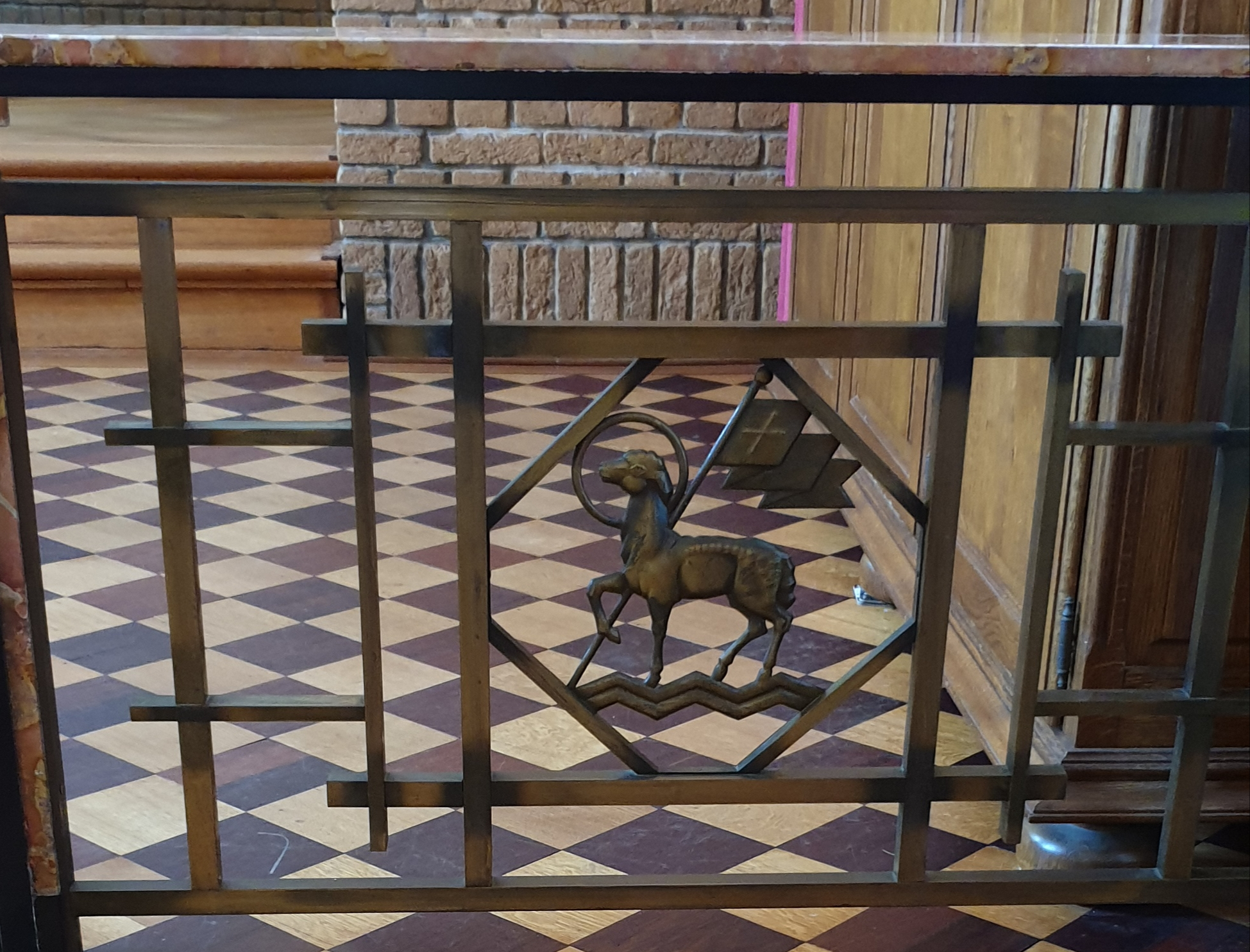
Detail altaarhek Agnus Dei (Lam Gods)
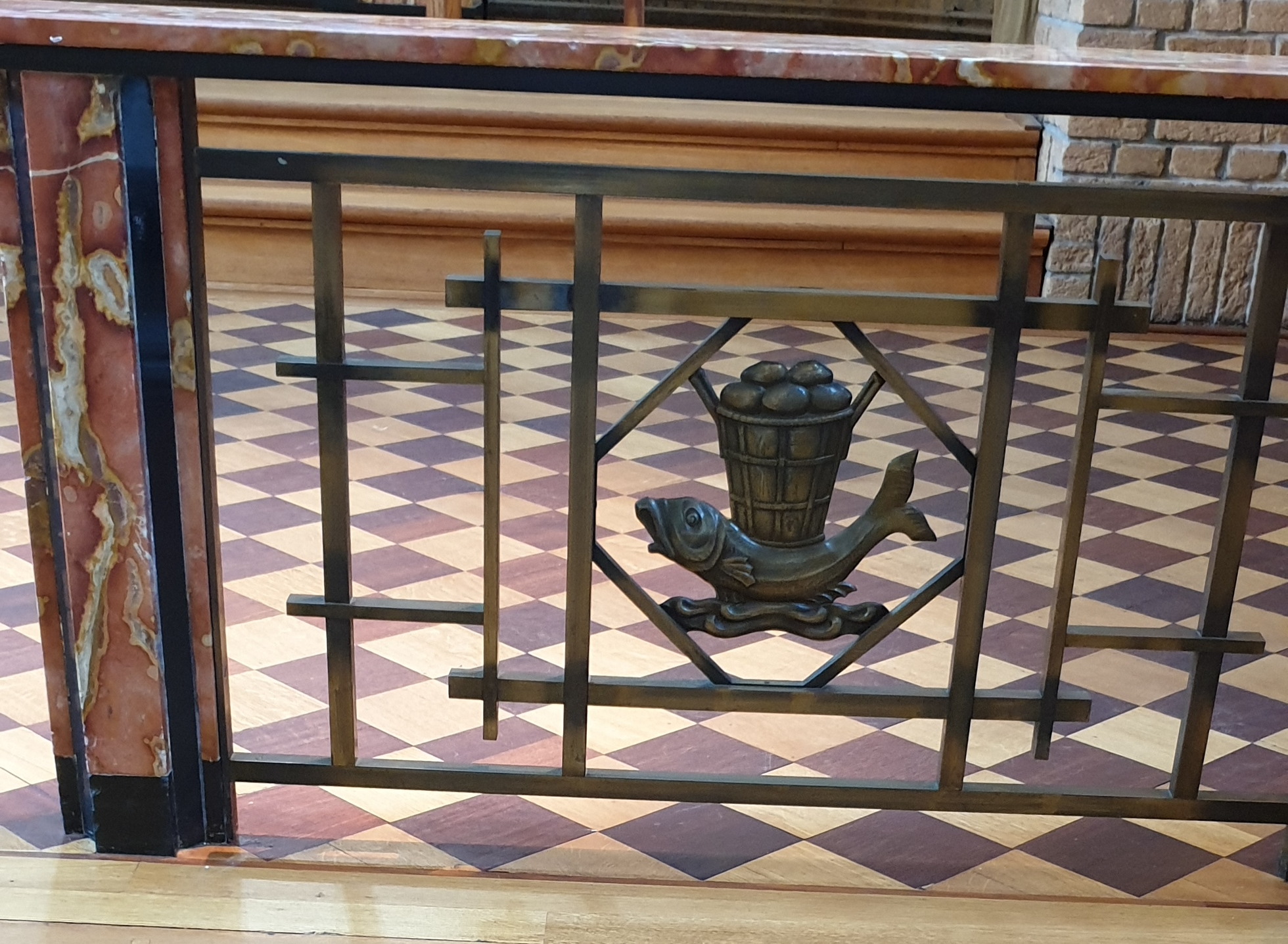
Detail altaarhek Vermenigvuldiging van de broden
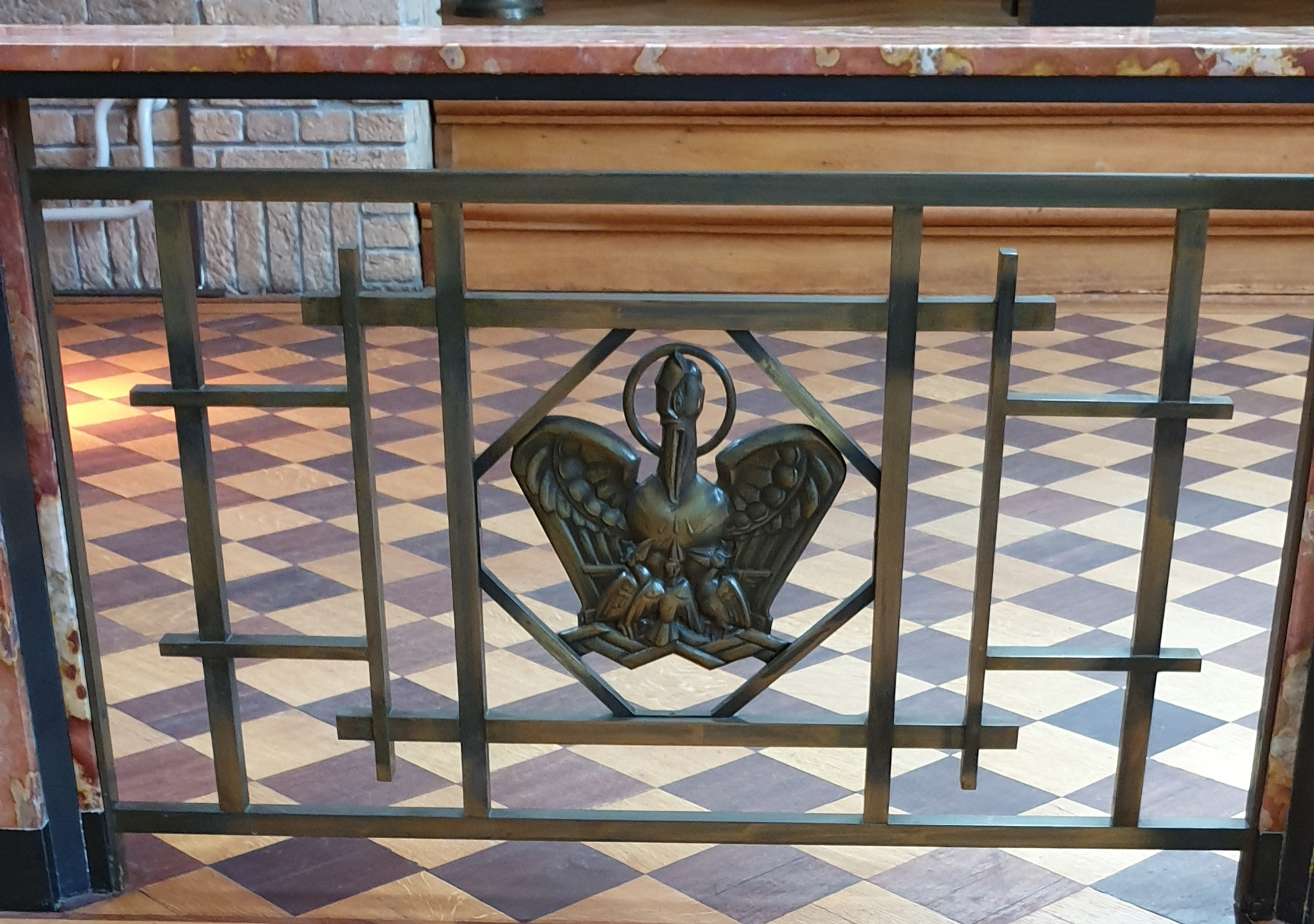
Detail altaarhek De pelikaan die haar jongen voedt met eigen bloed (Offerdood Christus)
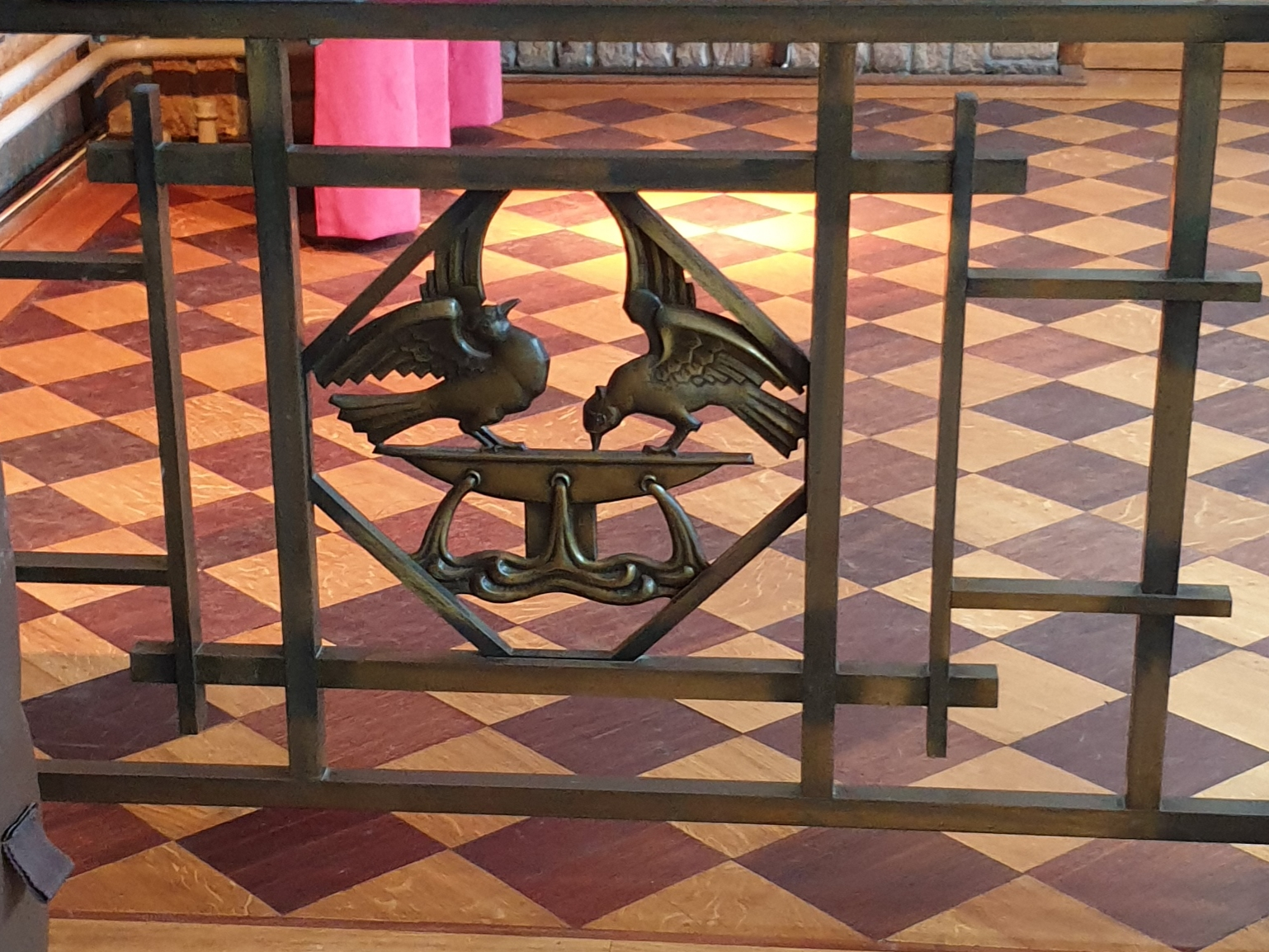
Detail altaarhek De Heilige Geest als nooit opdrogende bron
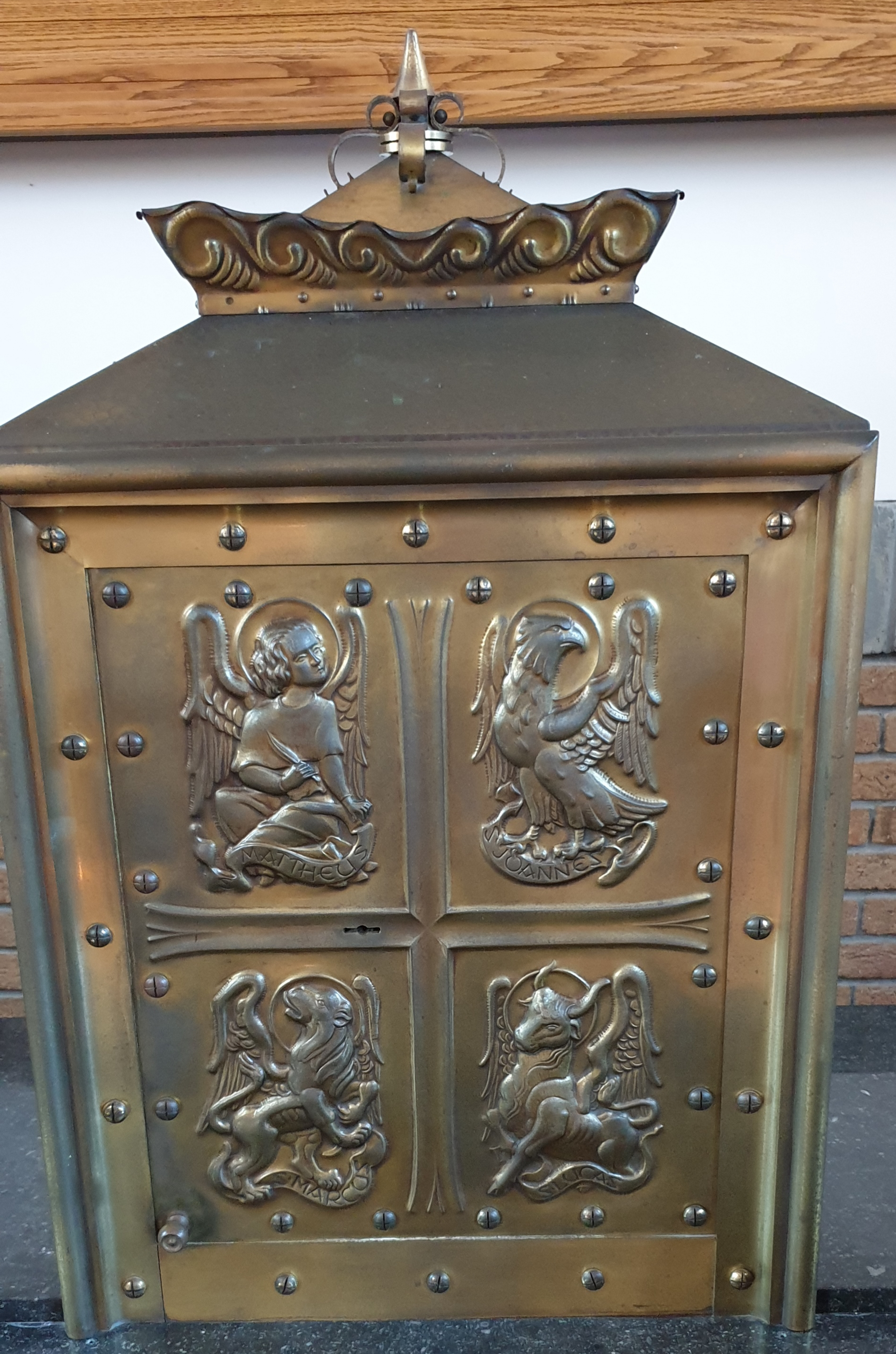
Tabernakel met afbeeldingen van Sint Mattheus (engel), Sint Joannes (adelaar), Sint Lucas (rund) en Sint Marcos (leeuw)
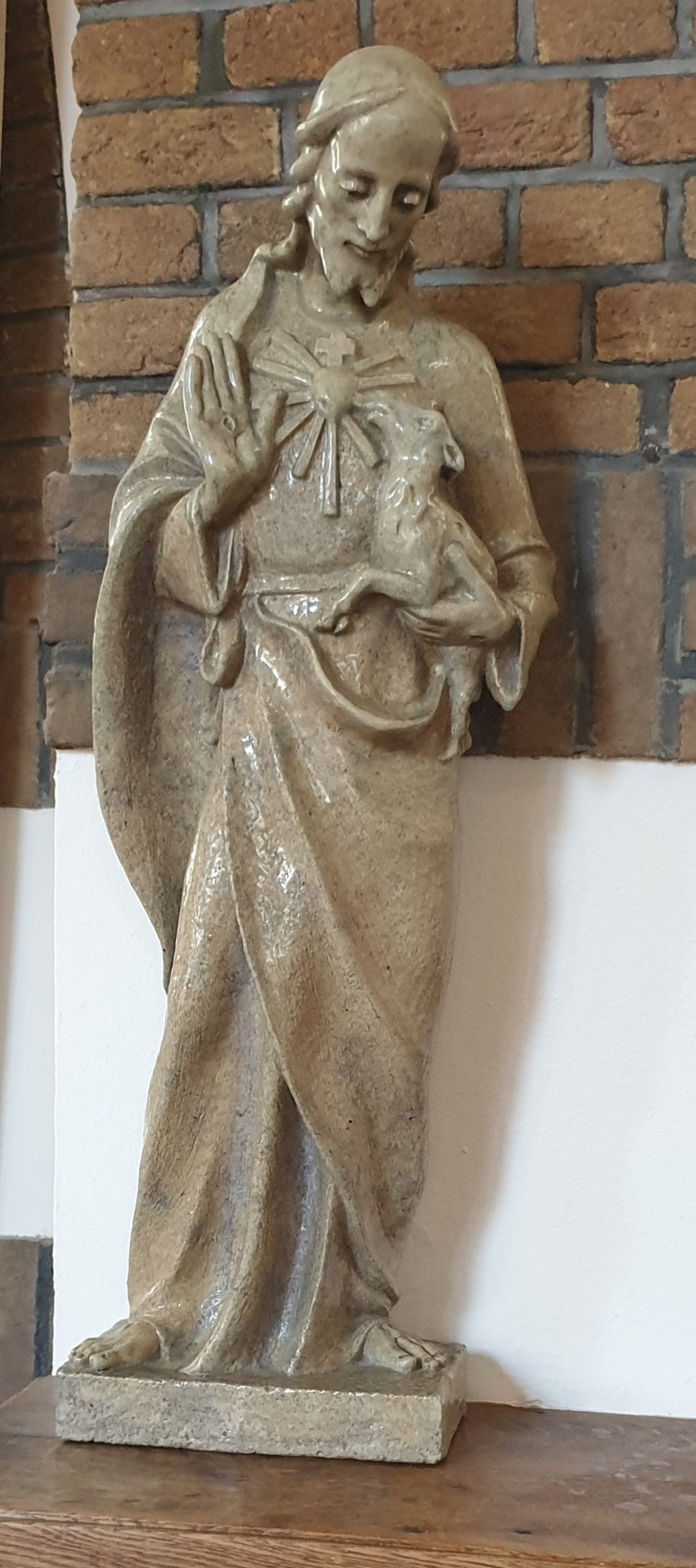
Jezus met Heilig Hart en Lam Gods
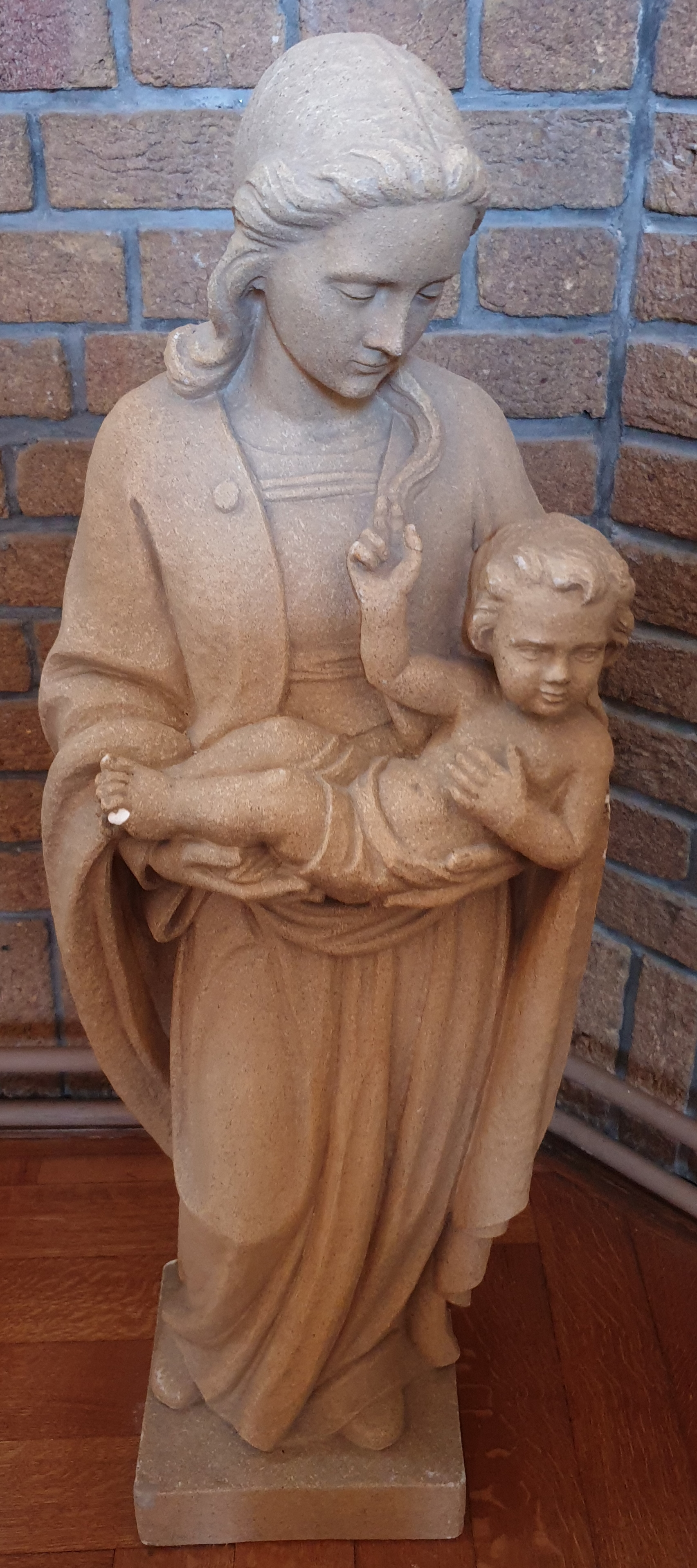
De Heilige Maagd Maria met het kindje Jezus
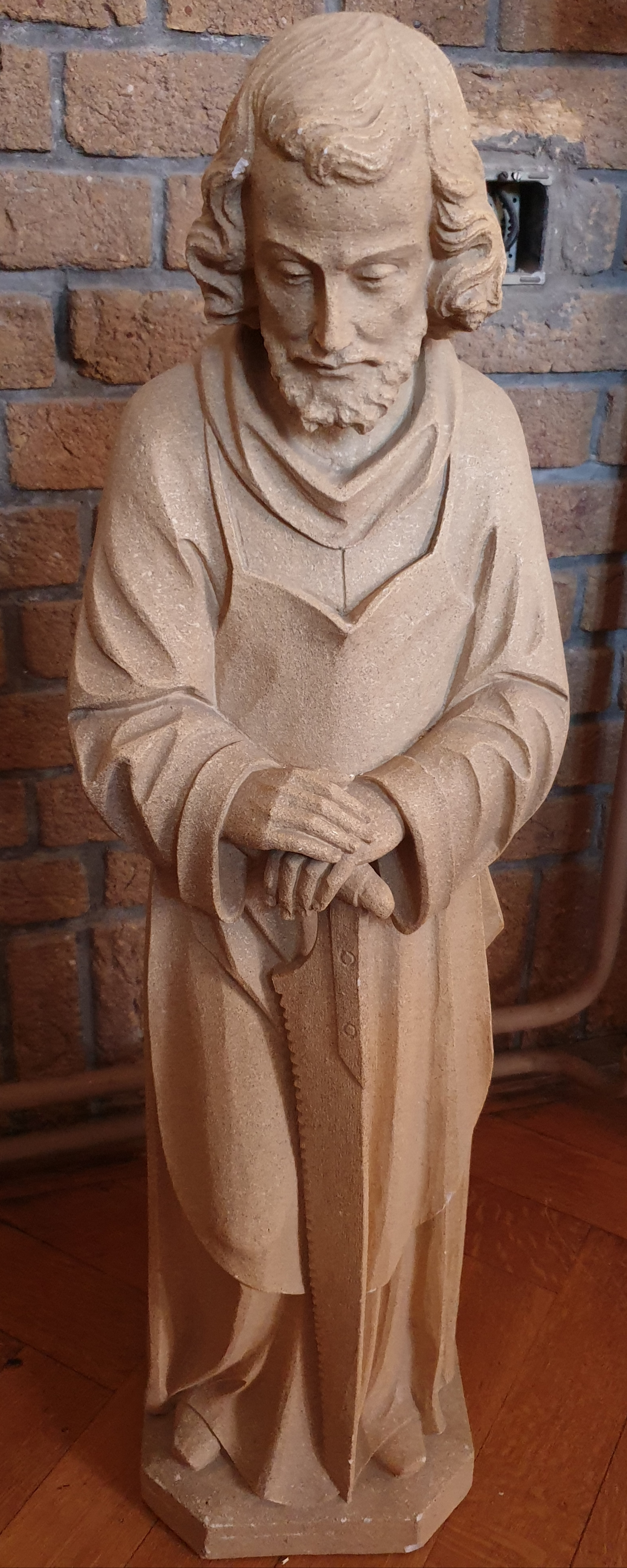
Heilige Jozef leunend op een zaag
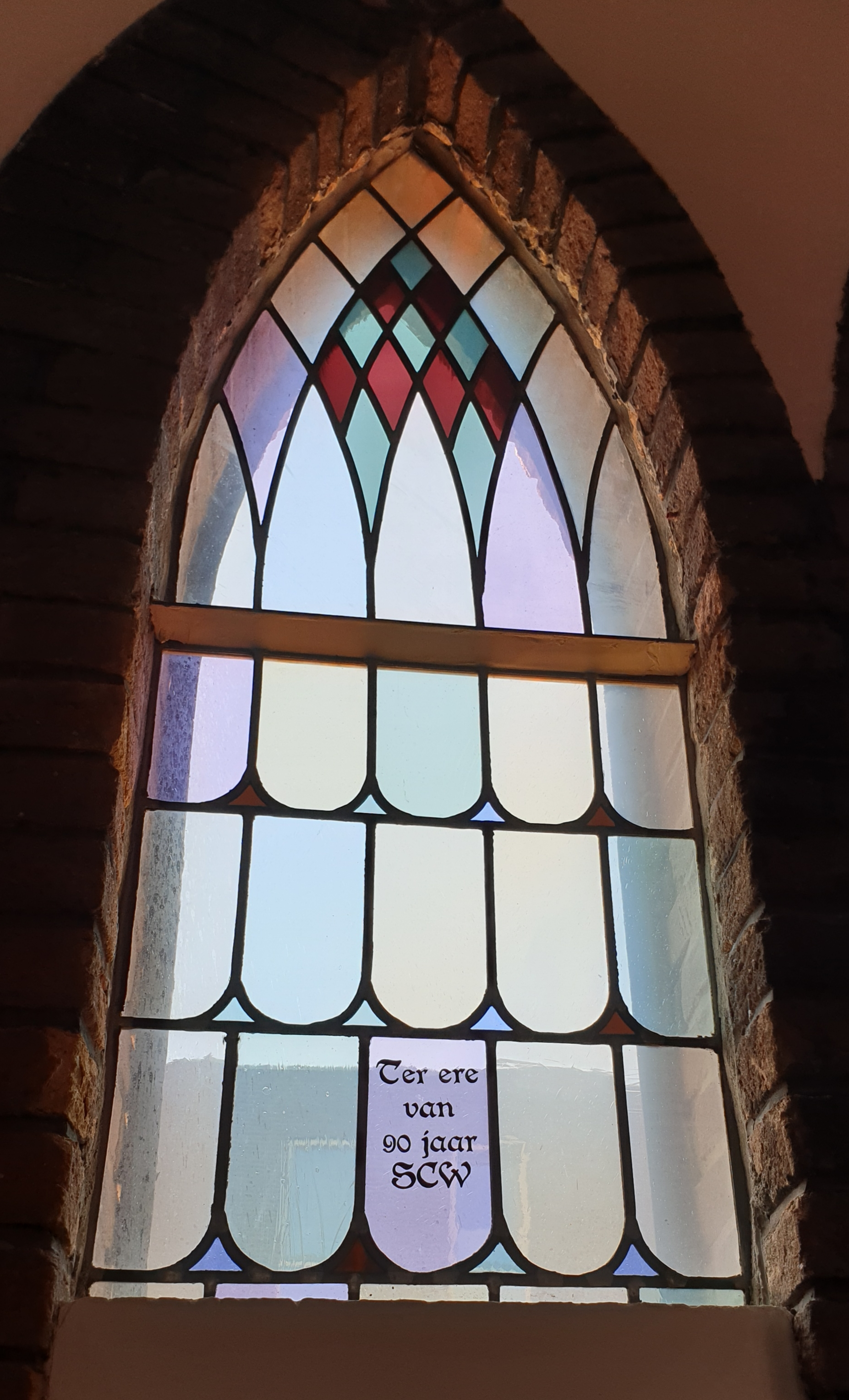
Glas-in-loodraam, ter ere van 90 jaar SCW, 2009
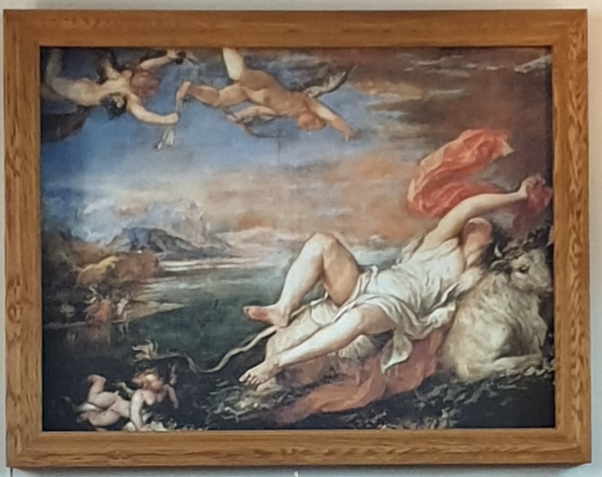
Reproductie De ontvoering van Europa